# Enéas de Camargo
Enéas de Camargo (São Paulo, 18 de março de 1954 — São Paulo, 27 de dezembro de 1988) foi um futebolista brasileiro que atuava como atacante.
Jogou muitos anos na Portuguesa (1971 a 1980), clube de que foi o segundo maior artilheiro, com 179 gols, e maior artilheiro em Campeonatos Brasileiros, com 46 gols.

## Carreira
Terceiro dos cinco filhos de Arnaldo e Enedina, Enéas cresceu no bairro do Canindé, a poucos metros da Portuguesa, e começou a frequentar a agremiação aos 8 anos, se dividindo entre futsal, basquete, natação e até saltos ornamentais.
Enéas começou no infantil da Portuguesa, mas desistiu e ficou um ano afastado, exercendo a profissão de office-boy. Voltou pela insistência do técnico dos juvenis Nena e lá profissionalizou-se em 1972, lançado pelo técnico Cilinho. Fez sua estreia contra o América de São José do Rio Preto e marcou dois gols para a Portuguesa na vitória por 3 a 2, em 1972.
Seu início foi irregular, e ele chegou a entrar em uma possível lista de dispensas do clube, mas, rápido e driblador, passou a ser um dos melhores jogadores do time durante o Campeonato Paulista de 1973, quando o técnico Oto Glória resolveu colocá-lo na posição de Basílio, que foi deslocado para o meio-campo. "Quando vi Enéas treinando na Portuguesa, eu tive quase certeza de que era um craque", explicou Glória. "[Com o recuo de Basílio] ganhei um grande meia-armador e um ponta-de-lança sensacional." Depois da vitória por 2 a 0 sobre o Corinthians, quando marcou um gol e infernizou a defesa adversária, seu nome passou a ser cogitado para a Seleção Brasileira. Foi campeão paulista naquele ano, na final em que o árbitro Armando Marques errou a contagem de pênaltis, o que acabou fazendo com que o título fosse dividido entre Lusa e Santos.
Deixou o Canindé em 1980, depois de 179 gols em 376 jogos, para mudar-se para a Itália, onde foi defender o Bologna. Foi um dos primeiros não-italianos contratados para jogar no Calcio e foi o primeiro negro a vestir a camisa do clube. Ao todo, foram apenas 17 jogos e 3 gols marcados pelo Bologna. No ano seguinte, Enéas foi negociado com a Udinese e nem chegou a jogar pelo clube.
Voltou ao Brasil com problemas no joelho direito, mas, sem saber disso, o Palmeiras contratou-o por 50 milhões de cruzeiros como grande esperança para a temporada. Nos dois anos que passou por lá, disputou apenas 93 partidas, marcando 28 gols, mas perdeu espaço depois de brigar com o técnico Carlos Alberto Silva. "Um técnico que não quero nem dizer o nome me encostou e acabei perdendo a motivação", explicou, em 1984. Seu último jogo pelo clube foi a derrota para o Corinthians na semifinal do Paulista de 1983, quando foi reserva e entrou após o intervalo.
Com vistas a uma possível valorização de seu passe, foi emprestado sem custo para o XV de Piracicaba no segundo semestre de 1984, com os salários pagos pelo Palmeiras, embora oficialmente fosse divulgado que ele recebia uma fração dos vencimentos, mais a hospedagem no melhor hotel de Piracicaba. Num jogo contra o Marilia pelo Campeonato Paulista de 1984, se recusou a fazer o exame antidoping e pegou 90 dias de suspensão.
Em 1985, foi para o Juventude.
Em 1986, foi Campeão Capixaba pela Desportiva Ferroviária, onde marcou o gol do título, totalizando 6 gols em 6 partidas.
Passou também por Atlético Goianiense e Operário de Ponta Grossa, antes de encerrar a carreira em Central Brasileira de Cotia, na terceira divisão paulista, onde também era dirigente.

### Seleção Brasileira
Em 1971, foi campeão do Torneio de Cannes, na França. Enéas fez parte do elenco que venceu o Pré-Olímpico para Munique-1972, mas não chegou a ser convocado para a disputa das Olimpíadas.
Sua primeira convocação para a Seleção principal dar-se-ia em 18 de fevereiro de 1974. Ele estreou aos dezoito minutos do segundo tempo da partida contra o México, em 31 de março, ao substituir Mirandinha. Não se destacou e não teve outras chances de conseguir uma vaga no grupo que foi para a Copa do Mundo de 1974. Voltaria a ser convocado em 1976, para o jogo contra o Paraguai pela Taça do Atlântico. Foi titular e marcou o gol do Brasil, aos 31 minutos do primeiro tempo, mas sua atuação não agradou, sendo substituído por Palhinha aos dezenove minutos do segundo tempo. Ainda foi convocado para o jogo seguinte, contra o Uruguai, em que começou como titular, mas foi substituído logo no começo do segundo tempo por Roberto Dinamite. Nunca mais seria convocado.

#### Jogos Pela Seleção Brasileira
Olímpica
| # | Data                   | Local    | Resultado              | Competição                         | Gols        |
| - | ---------------------- | -------- | ---------------------- | ---------------------------------- | ----------- |
| 1 | 30 de novembro de 1971 | Colômbia | Brasil 0 – 0 Argentina | Torneio Pré-Olímpico Sul-Americano | -           |
| 2 | 07 de dezembro de 1971 | Colômbia | Brasil 1 – 1 Colômbia  | Torneio Pré-Olímpico Sul-Americano | Gol marcado |
| 3 | 09 de dezembro de 1971 | Colômbia | Brasil 1 – 0 Argentina | Torneio Pré-Olímpico Sul-Americano | -           |
| 4 | 11 de dezembro de 1971 | Colômbia | Brasil 1 – 0 Peru      | Torneio Pré-Olímpico Sul-Americano | Gol marcado |

Principal
| # | Data                | Local          | Equipe Mandante | Resultado | Equipe Visitante | Competição        | Gols        |
| - | ------------------- | -------------- | --------------- | --------- | ---------------- | ----------------- | ----------- |
| 1 | 31 de março de 1974 | Rio de Janeiro | Brasil          | 1 – 1     | México           | Amistoso          | -           |
| 2 | 07 de abril de 1976 | Montevideo     | Paraguai        | 0 – 1     | Brasil           | Taça do Atlântico | Gol marcado |
| 3 | 28 de abril de 1976 | Rio de Janeiro | Brasil          | 1 – 1     | Uruguai          | Taça do Atlântico | -           |

## Morte
Em 22 de agosto de 1988, sofreu um grave acidente de carro na Avenida Cruzeiro do Sul, em São Paulo, e foi internado, em coma, com uma luxação na coluna cervical. Morreria quatro meses depois, em 27 de dezembro, aos 34 anos, vítima de uma broncopneumonia.

## Títulos
Portuguesa de Desportos
- Campeonato Paulista: 1973
- Copa Estado de São Paulo: 1973

Desportiva Capixaba
- Campeonato Capixaba: 1986

Seleção Brasileira
- Torneio Pré-Olímpico Sul-Americano: 1971